# Nice International
Nice International – męski i żeński turniej tenisowy rozgrywany na kortach ceglanych we francuskiej Nicei.
Rozgrywki mężczyzn toczyły się z przerwami w latach 1895–1999, a w latach 2010–2016 jako był rozgrywany turniej „Open de Nice Côte d’Azur” kategorii ATP World Tour 250 zaliczany do cyklu ATP World Tour. Zawody żeńskie rozgrywane były od 1899 do 1988 roku. W 2001 roku na kortach dywanowych w hali została rozegrana jedna edycja turnieju „Terazura Open”, zaliczana do cyklu WTA Tour. Od 1895 roku turniej nosił nazwę South of France Championships, ale także Championships of the South of France oraz Championship of Southern France. W latach 50. zaczęto stosować nazwę Nice International. W kilku latach (szczególnie w okresie międzywojennym) tenisowy turniej w Nicei odbywał się dwa razy w roku – jako South of France Championships oraz Nice Championships. W erze open turniej tracił na ważności, a szczególnie żeńska część, która osłabła w miarę umacniania się cyklu rozgrywkowego Virginia Slims.

## Mecze finałowe

### Gra pojedyncza mężczyzn
| Rok        | Zwycięzca                                     | Finalista                                     | Wynik                                         |                                               |
| 2016       | Dominic Thiem                                 | Alexander Zverev                              | 6:4, 3:6, 6:0                                 |                                               |
| 2015       | Dominic Thiem                                 | Leonardo Mayer                                | 6:7(8), 7:5, 7:6(2)                           |                                               |
| 2014       | Ernests Gulbis                                | Federico Delbonis                             | 6:1, 7:6(5)                                   |                                               |
| 2013       | Albert Montañés                               | Gaël Monfils                                  | 6:0, 7:6(3)                                   |                                               |
| 2012       | Nicolás Almagro                               | Brian Baker                                   | 6:3, 6:2                                      |                                               |
| 2011       | Nicolás Almagro                               | Victor Hănescu                                | 6:7(5), 6:3, 6:3                              |                                               |
| 2010       | Richard Gasquet                               | Fernando Verdasco                             | 6:3, 5:7, 7:6(5)                              |                                               |
| 1996– 2009 | Turniej nie był rozgrywany                    | Turniej nie był rozgrywany                    | Turniej nie był rozgrywany                    | Turniej nie był rozgrywany                    |
| 1995       | Marc Rosset                                   | Jewgienij Kafielnikow                         | 6:4, 6:0                                      |                                               |
| 1994       | Alberto Berasategui                           | Jim Courier                                   | 6:4, 6:2                                      |                                               |
| 1993       | Marc-Kevin Goellner                           | Ivan Lendl                                    | 1:6, 6:4, 6:2                                 |                                               |
| 1992       | Gabriel Markus                                | Javier Sánchez                                | 6:4, 6:4                                      |                                               |
| 1991       | Martín Jaite                                  | Goran Prpić                                   | 3:6, 7:6, 6:3                                 |                                               |
| 1990       | Juan Aguilera                                 | Guy Forget                                    | 2:6, 6:3, 6:4                                 |                                               |
| 1989       | Andriej Czesnokow                             | Jérôme Potier                                 | 6:4, 6:4                                      |                                               |
| 1988       | Henri Leconte                                 | Jérôme Potier                                 | 6:2, 6:2                                      |                                               |
| 1987       | Kent Carlsson                                 | Emilio Sánchez                                | 7:6, 6:3                                      |                                               |
| 1986       | Emilio Sánchez                                | Paul McNamee                                  | 6:1, 6:3                                      |                                               |
| 1985       | Henri Leconte                                 | Víctor Pecci                                  | 6:4, 6:4                                      |                                               |
| 1984       | Andrés Gómez                                  | Henrik Sundström                              | 6:1, 6:4                                      |                                               |
| 1983       | Henrik Sundström                              | Manuel Orantes                                | 7:5, 4:6, 6:3                                 |                                               |
| 1982       | Balázs Taróczy                                | Yannick Noah                                  | 6:2, 3:6, 13:11                               |                                               |
| 1981       | Yannick Noah                                  | Mario Martínez                                | 6:4, 6:2                                      |                                               |
| 1980       | Björn Borg                                    | Manuel Orantes                                | 6:2, 6:0, 6:1                                 |                                               |
| 1979       | Víctor Pecci                                  | John Alexander                                | 6:3, 6:2, 7:5                                 |                                               |
| 1978       | José Higueras                                 | Yannick Noah                                  | 6:3, 6:4, 6:4                                 |                                               |
| 1977       | Björn Borg                                    | Guillermo Vilas                               | 6:4, 1:6, 6:2, 6:0                            |                                               |
| 1976       | Corrado Barazzutti                            | Jan Kodeš                                     | 6:2, 2:6, 5:7, 7:6, 8:6                       |                                               |
| 1975       | Dick Crealy                                   | Iván Molina                                   | 7:6, 6:4, 6:3                                 |                                               |
| 1974       | Turniej nie był rozgrywany                    | Turniej nie był rozgrywany                    | Turniej nie był rozgrywany                    |                                               |
| 1973       | Manuel Orantes                                | Adriano Panatta                               | 7:6, 5:7, 4:6, 7:6, 12:10                     |                                               |
| 1972       | Ilie Năstase                                  | Jan Kodeš                                     | 6:0, 6:4, 6:3                                 |                                               |
| 1971       | Ilie Năstase                                  | Jan Kodeš                                     | 10:8, 11:9, 6:1                               |                                               |
| 1970       | Jean-François Caujolle                        | Jean-Loup Rouyer                              | 5:7, 6:1, 6:3                                 |                                               |
| 1969       | Georges Goven Eduardo Gorostiaga              | Georges Goven Eduardo Gorostiaga              | Brak danych                                   |                                               |
| 1968       | Aleksandre Metreweli                          | Barry Phillips-Moore                          | 9:7, 5:7, 6:2, 6:4                            |                                               |
| 1967       | Jean-Pierre Courcol                           | Eduardo Zuleta                                | 6:2, 2:6, 2:6, 6:3, 6:4                       |                                               |
| 1966       | István Gulyás                                 | Daniel Contet                                 | 6:1, 6:0, 13:11                               |                                               |
| 1965       | István Gulyás                                 | Milan Holeček                                 | 6:1, 6:1, 7:5                                 |                                               |
| 1964       | Sergio Tacchini                               | Jean-Noël Grinda                              | 6:4, 4:0 krecz                                |                                               |
| 1963       | Pierre Darmon                                 | István Gulyás                                 | 8:10, 6:3, 6:2, 7:5                           |                                               |
| 1962       | Pierre Darmon                                 | Wilhelm Bungert                               | 6:1, 6:1, 0:6, 6:2                            |                                               |
| 1961       | Pierre Darmon                                 | Warren Woodcock                               | 6:2, 6:4, 2:6, 6:1                            |                                               |
| 1960       | Warren Woodcock                               | Barry Phillips-Moore                          | 6:3, 6:2, 6:1                                 |                                               |
| 1959       | István Gulyás                                 | Torben Ulrich                                 | 0:6, 4:6, 9:7, 6:4, 3:3 krecz                 |                                               |
| 1958       | Niedokończony przez opady deszczu             | Niedokończony przez opady deszczu             | Niedokończony przez opady deszczu             |                                               |
| 1957       | Jacques Brichant                              | Bobby Wilson                                  | 9:11, 6:3, 6:2, 7:9, 6:4                      |                                               |
| 1956       | Paul Rémy                                     | Pierre Darmon                                 | 6:2, 6:1, 6:0                                 |                                               |
| 1955       | Władysław Skonecki                            | Jaroslav Drobný                               | walkower                                      |                                               |
| 1954       | Anthony Vincent                               | Paul Rémy                                     | 6:3, 6:3, 6:1                                 |                                               |
| 1953       | Armando Vieira                                | József Asbóth                                 | 6:1, 6:1                                      |                                               |
| 1952       | Owen Williams                                 | Igor Scherbatoff                              | 6:1, 6:2                                      |                                               |
| 1951       | Sven Davidson                                 | Straight Clark                                | 6:4, 3:6, 1:6, 7:5, 6:2                       |                                               |
| 1950       | Budge Patty                                   | Tony Trabert                                  | 6:2, 6:4                                      |                                               |
| 1949       | Milan Branovic                                | Dragutin Mitić                                | 6:4, 6:8, 4:2 krecz                           |                                               |
| 1948       | József Asbóth                                 | Jaroslav Drobný                               | 8:6, 6:1, 6:3                                 |                                               |
| 1947       | József Asbóth                                 | Torsten Johansson                             | 6:2, 6:4, 6:3                                 |                                               |
| 1946       | Pierre Pellizza                               | Yvon Petra                                    | 12:10, 5:7, 6:0, 6:1                          |                                               |
| 1940– 1945 | Turniej nie odbył się przez II wojnę światową | Turniej nie odbył się przez II wojnę światową | Turniej nie odbył się przez II wojnę światową | Turniej nie odbył się przez II wojnę światową |
| 1939       | Constantin Tanasescu                          | Kho Sin-Kie                                   | 2:6, 6:2, 6:3, 6:1                            |                                               |
| 1938       | Kho Sin-Kie                                   | Max Ellmer                                    | 6:1, 2:6, 6:0, 8:6                            |                                               |
| 1937       | Kho Sin-Kie                                   | Jean Lesueur                                  | 13:11, 6:3, 4:6, 6:3                          |                                               |
| 1936       | Jean Lesueur                                  | William Robertson                             | 6:4, 6:4, 3:6, 6:3                            |                                               |
| 1935       | Wilmer Hines                                  | Max Ellmer                                    | 6:2, 3:6, 6:1, 6:4                            |                                               |
| 1934       | George Lyttleton-Rogers                       | Herman von Artens                             | 2:6, 6:3, 2:6, 6:3, 6:2                       |                                               |
| 1933       | George Lyttleton-Rogers                       | Max Ellmer                                    | 6:3, 4:6, 6:4, 4:6, 8:6                       |                                               |
| 1932       | Jacques Brugnon                               | George Lyttleton-Rogers                       | 6:2, 3:6, 2:6, 6:3, 6:2                       |                                               |
| 1931       | George Lyttleton-Rogers                       | Christian Boussus                             | 4:6, 0:6, 6:4, 6:4, 6:0                       |                                               |
| 1930       | William Tilden                                | George Lyttleton-Rogers                       | 4:6, 8:6, 6:1, 4:6, 6:0                       |                                               |
| 1929       | Emmanuel Du Plaix                             | Herman von Artens                             | 3:6, 6:1, 6:3, 6:0                            |                                               |
| 1928       | Charles Aeschlimann                           | George Lyttleton-Rogers                       | 7:5, 9:7, 6:1                                 |                                               |
| 1927       | Herman von Artens                             | Brame Hillyard                                | 2:6, 5:7, 6:1, 6:3, 10:8                      |                                               |
| 1926       | Uberto De Morpurgo                            | Henri Cochet                                  | 1:6, 6:2, 6:3, 6:3                            |                                               |
| 1925       | René Lacoste                                  | Gordon Lowe                                   | 6:1, 6:4, 6:3                                 |                                               |
| 1924       | René Lacoste                                  | Jean Washer                                   | 6:1, 6:0, 3:6, 7:9, 6:3                       |                                               |
| 1923       | Gordon Lowe                                   | Randolph Lycett                               | 9:7, 3:6, 6:3, 6:2                            |                                               |
| 1922       | Michaił Sumarokow-Elston                      | Henri Cochet                                  | 6:3, 6:3, 2:6, 7:5                            |                                               |
| 1921       | Michaił Sumarokow-Elston                      | Mino Balbi De Robbeco                         | 6:1, 6:1, 6:0                                 |                                               |
| 1920       | Michaił Sumarokow-Elston                      | Alain Gerbault                                | 7:5, 6:2, 2:6, 3:6, 6:1                       |                                               |
| 1919       | Max Décugis                                   | Nicolae Mișu                                  | 6:3, 6:2, 6:1                                 |                                               |
| 1915– 1918 | Turniej nie odbył się przez I wojnę światową  | Turniej nie odbył się przez I wojnę światową  | Turniej nie odbył się przez I wojnę światową  | Turniej nie odbył się przez I wojnę światową  |
| 1914       | Anthony Wilding                               | Gordon Lowe                                   | 6:4, 6:4, 1:6, 6:2                            |                                               |
| 1913       | Max Décugis                                   | Friedrich Wilhelm Rahe                        | 7:9, 6:2, 6:3, 1:6, 6:3                       |                                               |
| 1912       | Max Décugis                                   | Maurice Germot                                | 10:8, 4:6, 6:2, krecz                         |                                               |
| 1911       | Anthony Wilding                               | Max Décugis                                   | 9:7, 6:0, 6:3                                 |                                               |
| 1910       | Max Décugis                                   | Josiah Ritchie                                | 6:2, 6:4, 3:6, 13:11                          |                                               |
| 1909       | Fred Alexander                                | Josiah Ritchie                                | 6:2, 6:1, 6:2                                 |                                               |
| 1908       | Anthony Wilding                               | Josiah Ritchie                                | 6:0, 6:1, 6:2                                 |                                               |
| 1907       | Anthony Wilding                               | Josiah Ritchie                                | 6:0, 6:0, 6:3                                 |                                               |
| 1906       | Lawrence Doherty                              | Anthony Wilding                               | 6:3, 8:6, 6:2                                 |                                               |
| 1905       | Lawrence Doherty                              | Edward Roy Allen                              | 6:3, 7:5, 7:5                                 |                                               |
| 1904       | Lawrence Doherty                              | Josiah Ritchie                                | 6:2, 6:3, 6:3                                 |                                               |
| 1903       | Lawrence Doherty                              | Sydney Howard Smith                           | 5:7, 3:6, 6:3, 6:4, 6:3                       |                                               |
| 1902       | Lawrence Doherty                              | Reginald Doherty                              | walkower                                      |                                               |
| 1901       | Lawrence Doherty                              | Wilberforce Eaves                             | 6:2, 6:3, 6:2                                 |                                               |
| 1900       | Lawrence Doherty                              | Reginald Doherty                              | walkower                                      |                                               |
| 1899       | Reginald Doherty                              | Victor Voss                                   | 6:0, 6:0, 6:0                                 |                                               |
| 1898       | Lawrence Doherty                              | James Robert Hay-Gordon                       | 6:1, 6:2, 6:1                                 |                                               |
| 1897       | Reginald Doherty                              | Victor Voss                                   | 6:2, 6:4, 3:6, 6:1                            |                                               |
| 1896       | Joseph Hamilton De Robiglio                   | Brak danych                                   | Brak danych                                   |                                               |
| 1895       | A.F. Thomas                                   | Victor Voss                                   | Brak danych                                   |                                               |

### Gra pojedyncza kobiet
| Rok               | Mistrzyni                                     | Finalistka                                    | Wynik                                         |                                               |
| 2001              | Amélie Mauresmo                               | Magdalena Maleewa                             | 6:2, 6:0                                      |                                               |
| 1989– 2000        | Turniej nie był rozgrywany                    | Turniej nie był rozgrywany                    | Turniej nie był rozgrywany                    | Turniej nie był rozgrywany                    |
| 1988              | Sandra Cecchini                               | Nathalie Tauziat                              | 7:5, 6:4                                      |                                               |
| 1982– 1987        | Turniej nie był rozgrywany                    | Turniej nie był rozgrywany                    | Turniej nie był rozgrywany                    | Turniej nie był rozgrywany                    |
| 1981              | Gail Lovera                                   | Andrea Temesvári                              | 6:2, 6:1                                      |                                               |
| 1980              | Gail Lovera                                   | Elly Appel-Vessies                            | 3:6, 6:4, 6:2                                 |                                               |
| 1979              | Helga Niessen Masthoff                        | Frédérique Thibault                           | 6:1, 6:1                                      |                                               |
| 1978              | Brigitte Simon                                | Fiorella Bonicelli                            | 6:2, 4:6, 8:6                                 |                                               |
| 1977              | Regina Maršíková                              | Brigitte Simon                                | 7:5, 6:1                                      |                                               |
| 1976              | Michèle Gurdal                                | Fiorella Bonicelli                            | 6:2, 6:4                                      |                                               |
| 1975              | Gail Sherriff Chanfreau                       | Carmen Perea                                  | 6:4, 7:5                                      |                                               |
| 1974              | Gail Sherriff Chanfreau                       | Heidi Orth                                    | 6:3, 6:1                                      |                                               |
| 1973              | Ingrid Löfdahl Bentzer                        | Fiorella Bonicelli                            | 6:1, 1:6, 6:4                                 |                                               |
| 1972              | Helga Niessen Masthoff                        | Linda Tuero                                   | 6:1, 6:4                                      |                                               |
| 1971              | Jill Cooper                                   | Marijke Schaar                                | 6:1, 6:1                                      |                                               |
| 1970 (kwiecień)   | Helga Niessen Masthoff                        | Julie Heldman                                 | 6:2, 8:6                                      |                                               |
| 1970 (marzec)     | Gail Sherriff Chanfreau                       | Marijke Schaar                                | 7:5, 6:8, 6:2                                 |                                               |
| 1969              | Jane Bartkowicz                               | Gail Sherriff Chanfreau                       | 6:3, 6:4                                      |                                               |
| Początek Ery Open |                                               |                                               |                                               |                                               |
| 1968              | Gail Sherriff                                 | Robin Lloyd                                   | 9:7, 6:4                                      |                                               |
| 1967              | Winnie Shaw                                   | Joan Gibson Cottrill                          | 6:4, 6:2                                      |                                               |
| 1966              | Sonja Pachta                                  | Jill Blackman                                 | 6:4, 6:4                                      |                                               |
| 1965              | Helga Schultze                                | Jill Blackman                                 | 7:5, 6:2                                      |                                               |
| 1964              | Almut Sturm                                   | Christiane Mercelis                           | 0:6, 6:2, 6:4                                 |                                               |
| 1963              | Jan Lehane                                    | Janine Lieffrig                               | 7:5, 6:2                                      |                                               |
| 1962              | Zsuzsa Körmöczy                               | Rita Bentley                                  | 6:4, 6:4                                      |                                               |
| 1961              | Margaret Smith                                | Florence de la Courtie                        | 9:7, 6:4                                      |                                               |
| 1960              | Edda Buding                                   | Renate Ostermann                              | 4:6, 6:3, 8:6                                 |                                               |
| 1959              | Yola Ramírez                                  | Paule Courteix                                | 6:2, 6:4                                      |                                               |
| 1958              | Niedokończony przez opady deszczu             | Niedokończony przez opady deszczu             | Niedokończony przez opady deszczu             |                                               |
| 1957              | Christiane Mercelis                           | Jacqueline Kermina                            | 4:6, 6:1, 6:1                                 |                                               |
| 1956              | Christiane Mercelis                           | Ingrid Metzner                                | 6:0, 7:5                                      |                                               |
| 1955              | Anne-Marie Seghers                            | Joan Curry                                    | 6:1, 6:4                                      |                                               |
| 1954              | Joan Curry                                    | Christiane Mercelis                           | 7:5, 6:8, 12:10                               |                                               |
| 1953              | Joan Curry                                    | Shirley Bloomer                               | 6:4, 6:1                                      |                                               |
| 1952              | Joan Curry                                    | Jacqueline Marcellin                          | 7:5, 6:3                                      |                                               |
| 1951              | Doris Hart                                    | Shirley Fry                                   | 4:6, 6:3, 6:3                                 |                                               |
| 1950              | Gussie Moran                                  | Josette Amouretti                             | 6:0, 6:0                                      |                                               |
| 1949              | Myriam De Borman                              | Brak danych                                   | Brak danych                                   |                                               |
| 1948              | Annelies Ullstein Bossi                       | Brak danych                                   | Brak danych                                   |                                               |
| 1947              | Simone Lafargue                               | Magda Rurac                                   | 1:6, 6:4, 6:3                                 |                                               |
| 1946              | Turniej nie odbył się                         | Turniej nie odbył się                         | Turniej nie odbył się                         |                                               |
| 1940– 1945        | Turniej nie odbył się przez II wojnę światową | Turniej nie odbył się przez II wojnę światową | Turniej nie odbył się przez II wojnę światową | Turniej nie odbył się przez II wojnę światową |
| 1939 (kwiecień)   | Simonne Mathieu                               | Elfriede Kriegs-Au                            | 6:1, 6:0                                      |                                               |
| 1939 (luty)       | Simonne Mathieu                               | Gracyn Wheeler Kelleher                       | 6:0, 6:2                                      |                                               |
| 1938 (kwiecień)   | Simonne Mathieu                               | Alice Weiwers                                 | 7:5, 6:3                                      |                                               |
| 1938 (luty)       | Gracyn Wheeler Kelleher                       | Gem Hoahing                                   | 6:4, 6:2                                      |                                               |
| 1937 (marzec)     | Jacqueline Goldschmidt                        | Alice Weiwers                                 | 6:3, 1:6, 6:3                                 |                                               |
| 1937 (luty)       | Simonne Mathieu                               | Anita Lizana                                  | 6:3, 2:6, 7:5                                 |                                               |
| 1936 (kwiecień)   | Simonne Mathieu                               | Greta Deutschová                              | 6:0, 6:4                                      |                                               |
| 1936 (luty)       | Simonne Mathieu                               | Phyllis Satterthwaite                         | 6:1, 6:0                                      |                                               |
| 1935 (kwiecień)   | Simonne Mathieu                               | Edith Belliard                                | 6:2, 6:2                                      |                                               |
| 1935 (luty)       | Simonne Mathieu                               | Edith Belliard                                | 10:12, 7:5, 6:3                               |                                               |
| 1934 (marzec)     | Phyllis Satterthwaite                         | Mona Riddell                                  | 6:2, 6:0                                      |                                               |
| 1934 (luty)       | Muriel Thomas                                 | Mary Hardwick                                 | 6:1, 6:0                                      |                                               |
| 1933 (marzec)     | Lolette Payot                                 | Grete Deutschová                              | 6:1, 6:2                                      |                                               |
| 1933 (luty)       | Sheila Hewitt                                 | Cilly Aussem                                  | 6:4, 6:3                                      |                                               |
| 1932 (marzec)     | Simonne Mathieu                               | Colette Rosambert                             | 6:3, 6:3                                      |                                               |
| 1932 (luty)       | Elizabeth Ryan                                | Phyllis Satterthwaite                         | 6:3, 1:6, 6:2                                 |                                               |
| 1931 (marzec)     | Betty Nuthall                                 | Simonne Mathieu                               | 6:0, 3:6, 8:6                                 |                                               |
| 1931 (luty)       | Phyllis Satterthwaite                         | Paulette Marjollet                            | 6:1, 6:3                                      |                                               |
| 1930 (marzec)     | Simonne Mathieu                               | Elizabeth                                     | 6:4, 7:5                                      |                                               |
| 1930 (luty)       | Cilly Aussem                                  | Carolyn Hirsch                                | 6:0, 6:2                                      |                                               |
| 1929              | Paula von Reznicek                            | Phyllis Covell                                | 6:8, 6:2, 6:4                                 |                                               |
| 1928 (marzec)     | Paula von Reznicek                            | Cilly Aussem                                  | 6:3, 6:2                                      |                                               |
| 1928 (luty)       | Elizabeth Ryan                                | Eileen Bennett Whittingstall                  | 6:4, 6:2                                      |                                               |
| 1927              | Lilí Álvarez                                  | Phyllis Satterthwaite                         | 6:3, 6:3                                      |                                               |
| 1926              | Helen Wills                                   | Isabella Mumford                              | 6:0, 6:1                                      |                                               |
| 1926 (styczeń)    | Suzanne Lenglen                               | Jeanne Franke                                 | 6:0, 6:0                                      |                                               |
| 1925 (marzec)     | Suzanne Lenglen                               | Ermyntrude Harvey                             | walkower                                      |                                               |
| 1925 (luty)       | Suzanne Lenglen                               | Margaret Tripp                                | 6:0, 6:1                                      |                                               |
| 1924              | Suzanne Lenglen                               | Phyllis Covell                                | 6:2, 6:1                                      |                                               |
| 1923              | Suzanne Lenglen                               | Elizabeth Ryan                                | 6:1, 6:0                                      |                                               |
| 1922              | Elizabeth Ryan                                | Geraldine Beamish                             | 3:6, 6:3, 6:1                                 |                                               |
| 1921 (marzec)     | Suzanne Lenglen                               | Marcelle Septier                              | 6:1, 6:1                                      |                                               |
| 1921 (luty)       | Suzanne Lenglen                               | Elizabeth Ryan                                | 6:0, 6:2                                      |                                               |
| 1920              | Geraldine Beamish                             | Suzanne Lenglen                               | walkower                                      |                                               |
| 1919              | Suzanne Lenglen                               | Doris Wolfson                                 | 6:0, 6:0                                      |                                               |
| 1915– 1918        | Turniej nie odbył się przez I wojnę światową  | Turniej nie odbył się przez I wojnę światową  | Turniej nie odbył się przez I wojnę światową  | Turniej nie odbył się przez I wojnę światową  |
| 1914              | Dorothea Douglass Chambers                    | M. Stuart                                     | 6:2, 6:0                                      |                                               |
| 1913              | Dagmar von Krohn                              | Blanche Colston                               | 6:3, 6:1                                      |                                               |
| 1912              | Jessie Tripp                                  | Margaret Tripp                                | dyskwalifikacja                               |                                               |
| 1911              | Frl. Krohn                                    | A. Wilmoth                                    | 6:3, 6:2                                      |                                               |
| 1910              | R.V. Salusbury                                | Pearl Stewart                                 | 4:6, 7:5, 6:0                                 |                                               |
| 1909              | Clara von der Schulenburg                     | Lorna Gyton                                   | 6:4, 6:2                                      |                                               |
| 1908              | Dorothea Douglass Chambers                    | Lorna Gyton                                   | 11-9, 6:4                                     |                                               |
| 1907              | Miss Eastlake-Smith                           | Lily Addison                                  | 2:6, 6:4, 8:6                                 |                                               |
| 1906              | Miss Lowther                                  | Lorna Gyton                                   | 8:6, 6:2                                      |                                               |
| 1905              | Connie Wilson                                 | Gertrude Wilmoth                              | 6:4, 6:1                                      |                                               |
| 1904              | Clara von der Schulenburg                     | C. Robertson                                  | 6:3, 6:2                                      |                                               |
| 1903              | Miss Lowther                                  | Lily Addison                                  | 6:1, 6:1                                      |                                               |
| 1902              | Clara von der Schulenburg                     | Gertrude Wilmoth                              | 6:0, 8:6                                      |                                               |
| 1901              | Blanche Hillyard                              | Lillian Payne                                 | 7:5, 6:3                                      |                                               |
| 1900              | Clara von der Schulenburg                     | Mrs Barrington                                | 6:3, 6:4                                      |                                               |
| 1899              | Miss Brooksmith                               | Florence Waters                               | 6:2, 7:5                                      |                                               |

### Gra podwójna mężczyzn
| Rok        | Zwycięzcy                           | Finaliści                          | Wynik                      |
| 2016       | Juan Sebastián Cabal Robert Farah   | Mate Pavić Michael Venus           | 4:6, 6:4, 10–8             |
| 2015       | Mate Pavić Michael Venus            | Jean-Julien Rojer Horia Tecău      | 7:6(4), 2:6, 10–8          |
| 2014       | Martin Kližan Philipp Oswald        | Rohan Bopanna Aisam-ul-Haq Qureshi | 6:2, 6:0                   |
| 2013       | Johan Brunström Raven Klaasen       | Juan Sebastián Cabal Robert Farah  | 6:3, 6:2                   |
| 2012       | Bob Bryan Mike Bryan                | Oliver Marach Filip Polášek        | 7:6(5), 6:3                |
| 2011       | Eric Butorac Jean-Julien Rojer      | Santiago González David Marrero    | 6:3, 6:4                   |
| 2010       | Marcelo Melo Bruno Soares           | Rohan Bopanna Aisam-ul-Haq Qureshi | 1:6, 6:3, 10–5             |
| 1996– 2009 | Turniej nie był rozgrywany          | Turniej nie był rozgrywany         | Turniej nie był rozgrywany |
| 1995       | Cyril Suk Daniel Vacek              | Luke Jensen David Wheaton          | 3:6, 7:6, 7:6              |
| 1994       | Javier Sánchez Mark Woodforde       | Hendrik Jan Davids Piet Norval     | 7:5, 6:3                   |
| 1993       | David Macpherson Laurie Warder      | Shelby Cannon Scott Melville       | 3–4 ret                    |
| 1992       | Patrick Galbraith Scott Melville    | Pieter Aldrich Danie Visser        | 6:1, 3:6, 6:4              |
| 1991       | Rikard Bergh Jan Gunnarsson         | Vojtěch Flégl Nicklas Utgren       | 6:4, 4:6, 6:3              |
| 1990       | Alberto Mancini Yannick Noah        | Marcelo Filippini Horst Skoff      | walkower                   |
| 1989       | Ricki Osterthun Udo Riglewski       | Heinz Günthardt Balázs Taróczy     | 7:6, 6:7, 6:1              |
| 1988       | Guy Forget Henri Leconte            | Heinz Günthardt Diego Nargiso      | 4:6, 6:3, 6:4              |
| 1987       | Sergio Casal Emilio Sánchez         | Claudio Mezzadri Gianni Ocleppo    | 6:3, 6:3                   |
| 1986       | Jakob Hlasek Pavel Složil           | Gary Donnelly Colin Dowdeswell     | 6:3, 3:6, 11–9             |
| 1985       | Claudio Panatta Pavel Složil        | Loïc Courteau Guy Forget           | 3:6, 6:3, 8:6              |
| 1984       | Jan Gunnarsson Michael Mortensen    | Hans Gildemeister Andrés Gómez     | 6:1, 7:5                   |
| 1983       | Libor Pimek Bernard Boileau         | Bernard Fritz Jean-Louis Haillet   | 6:3, 6:4                   |
| 1982       | Yannick Noah Henri Leconte          | Paul McNamee Balázs Taróczy        | 5:7, 6:4, 6:3              |
| 1981       | Yannick Noah Pascal Portes          | Chris Lewis Pavel Složil           | 4:6, 6:3, 6:4              |
| 1980       | Kim Warwick Chris Delaney           | Stanislav Birner Jiří Hřebec       | 6:4, 6:0                   |
| 1979       | Peter McNamara Paul McNamee         | Pavel Složil Tomáš Šmíd            | 6:1, 4:6, 6:2              |
| 1978       | Patrice Dominguez François Jauffret | Jan Kodeš Tomáš Šmíd               | 6:4, 6:0                   |
| 1977       | Ion Țiriac Guillermo Vilas          | Chris Kachel Chris Lewis           | 6:4, 6:1                   |
| 1976       | Patrice Dominguez François Jauffret | Wojciech Fibak Karl Meiler         | 6:4, 3:6, 6:3              |
| 1975       | Marcello Lara Joaquín Loyo Mayo     | Iván Molina Jairo Velasco Sr.      | 7:6, 6:7, 8:6              |
| 1974       | Turniej nie był rozgrywany          | Turniej nie był rozgrywany         | Turniej nie był rozgrywany |
| 1973       | Manuel Orantes Juan Gisbert Sr.     | Patrice Beust Daniel Contet        | 7:5, 6:1                   |
| 1972       | Jan Kodeš Stan Smith                | Frew McMillan Ilie Năstase         | 6:3, 6:3, 7:5              |
| 1971       | Ion Țiriac Ilie Năstase             | Pierre Barthès François Jauffret   | 6:3, 6:3                   |

### Gra podwójna kobiet
| Rok               | Mistrzynie                                     | Finalistki                                         | Wynik                                         |                                               |
| 2001              | Émilie Loit Anne-Gaëlle Sidot                  | Kimberly Po Nathalie Tauziat                       | 1:6, 6:2, 6:0                                 |                                               |
| 1989– 2000        | Turniej nie był rozgrywany                     | Turniej nie był rozgrywany                         | Turniej nie był rozgrywany                    | Turniej nie był rozgrywany                    |
| 1988              | Catherine Suire Catherine Tanvier              | Isabelle Demongeot Nathalie Tauziat                | 6:4, 4:6, 6:2                                 |                                               |
| 1982– 1987        | Turniej nie był rozgrywany                     | Turniej nie był rozgrywany                         | Turniej nie był rozgrywany                    | Turniej nie był rozgrywany                    |
| 1981              | Brak danych                                    | Brak danych                                        | Brak danych                                   |                                               |
| 1980              | Gail Lovera Helga Niessen Masthoff             | Petra Delhees Christiane Jolissaint                | 6:4, 6:4                                      |                                               |
| 1979              | Petra Delhees Christiane Jolissaint            | Jo Durie Debbie Jevans                             | 6:3, 6:3                                      |                                               |
| 1978              | Fiorella Bonicelli Gail Lovera                 | Helena Anliot Elvira Weisenberger                  | 3:6, 6:3, 7:5                                 |                                               |
| 1977              | Brak danych                                    | Brak danych                                        | Brak danych                                   |                                               |
| 1976              | Katja Ebbinghaus Helga Niessen Masthoff        | Fiorella Bonicelli Heidi Eisterlehner              | 6:2, 6:4                                      |                                               |
| 1975              | Lucia Bassi Daniela Porzio Marzano             | Rosie Darmon Gail Sherriff Chanfreau               | 6:0, 1:6, 6:1                                 |                                               |
| 1974              | Maria Nasuelli Gail Sherriff Chanfreau         | Lucia Bassi Lea Pericoli                           | 1:6, 6:2, 6:0                                 |                                               |
| 1973              | Fiorella Bonicelli Anne-Mette Sorensen         | Ingrid Löfdahl Bentzer Mimmi Wikstedt              | 7:5, 5:7, 10:8                                |                                               |
| 1972              | Katja Ebbinghaus Gail Sherriff Chanfreau       | Helga Niessen Masthoff Heide Orth                  | 11:9, 9:11, 6:4                               |                                               |
| 1971              | Lucia Bassi Lea Pericoli                       | Trudy Groenman-Walhof Betty Stöve                  | Brak danych                                   |                                               |
| 1970 (kwiecień)   | Helga Niessen Masthoff Gail Sherriff Chanfreau | Marilyn Aschner Julie Heldman                      | 6:3, 6:3                                      |                                               |
| 1970 (marzec)     | Gail Sherriff Chanfreau Lexie Crooke           | Monique Di Maso Daniela Porzio                     | 6:2, 6:3                                      |                                               |
| 1969              | Gail Sherriff Chanfreau Betty Stöve            | Robin Lloyd Winnie Shaw                            | 7:5, 6:4                                      |                                               |
| Początek Ery Open |                                                |                                                    |                                               |                                               |
| 1968              | Carol Sherriff Gail Sherriff                   | Roberta Beltrame Helen Gourlay                     | 3:6, 7:5, 7:5                                 |                                               |
| 1967              | Brak danych                                    | Brak danych                                        | Brak danych                                   |                                               |
| 1966              | Rita Bentley Jill Blackman                     | Frances MacLennan Virginia Wade                    | 6:2, 6:1                                      |                                               |
| 1965              | Carol Sherriff Gail Sherriff                   | Julie Heldman Helga Schultze                       | 6:3, 6:8, 6:4                                 |                                               |
| 1964              | Trudy Groenman Anja Lepoutre                   | Elly Krocke Betty Stöve                            | 3:6, 6:2, 6:2                                 |                                               |
| 1963              | Brak danych                                    | Brak danych                                        | Brak danych                                   |                                               |
| 1962              | Christiane Mercelis Renate Ostermann           | Rosie Darmon Janine Lieffrig                       | 8:10, 6:2, 6:2                                |                                               |
| 1961              | Margaret Smith Lesley Turner                   | Margaret Hellyer Christiane Mercelis               | 6:3, 6:1                                      |                                               |
| 1960              | Marie-Odile Bouchet Jacqueline Alape Morales   | Edda Buding Ruia Morrison                          | 6:3, 6:4                                      |                                               |
| 1959              | Karol Fageros Yola Ramírez                     | Paule Courteix Jacqueline Rees-Lewis               | 6:3, 4:6, 6:1                                 |                                               |
| 1958              | Niedokończony przez opady deszczu              | Niedokończony przez opady deszczu                  | Niedokończony przez opady deszczu             |                                               |
| 1957              | Ginette Bucaille Christiane Mercelis           | Josette Billaz Jacqueline Kermina                  | 6:1, 6:1                                      |                                               |
| 1956              | Gloria Butler Barbara Scofield Davidson        | Edda Buding Ilse Buding                            | 6:1, 9:7                                      |                                               |
| 1955              | Josette Amouretti Anne-Marie Seghers           | Fanny ten Bosch Nelly van der Storm                | 6:3, 6:3                                      |                                               |
| 1954              | Audrey Bilse Joan Curry                        | Gloria Butler Christiane Mercelis                  | 6:0, 6:2                                      |                                               |
| 1953              | Brak danych                                    | Brak danych                                        | Brak danych                                   |                                               |
| 1952              | Brak danych                                    | Brak danych                                        | Brak danych                                   |                                               |
| 1951              | Shirley Fry Doris Hart                         | Rita Anderson Joan Curry                           | 6:2, 7:5                                      |                                               |
| 1950              | Rita Anderson Patricia Ward                    | Gloria Butler Gussie Moran                         | walkower                                      |                                               |
| 1949              | Brak danych                                    | Brak danych                                        | Brak danych                                   |                                               |
| 1948              | Hilde Doleschell Zsuzsa Körmöczy               | Brak danych                                        | Brak danych                                   |                                               |
| 1947              | Simone Lafargue Alice Weiwers                  | Birgit Gullbrandsson Magda Rurac                   | 6:1, 6:4                                      |                                               |
| 1946              | Turniej nie odbył się                          | Turniej nie odbył się                              | Turniej nie odbył się                         |                                               |
| 1940– 1945        | Turniej nie odbył się przez II wojnę światową  | Turniej nie odbył się przez II wojnę światową      | Turniej nie odbył się przez II wojnę światową | Turniej nie odbył się przez II wojnę światową |
| 1939 (kwiecień)   | Simonne Mathieu Jacqueline Horner              | Paulette de Saint-Ferréol Schröder                 | 6:0, 6:4                                      |                                               |
| 1939 (luty)       | Cosette St Omer Roy Alice Weiwers              | Simonne Mathieu Gracyn Wheeler Kelleher            | 6:8, 6:4, 6:4                                 |                                               |
| 1938 (kwiecień)   | Cosette St Omer Roy Alice Weiwers              | Simonne Mathieu Jacqueline Horner                  | 4:6, 6:1, 6:3                                 |                                               |
| 1938 (luty)       | Simonne Mathieu Jadwiga Jędrzejowska           | Cosette St Omer Roy Alice Weiwers                  | 6:2, 6:0                                      |                                               |
| 1937 (marzec)     | Cosette St Omer Roy Joan Ingram                | Celia Steward Denise Huntbach                      | walkower                                      |                                               |
| 1937 (luty)       | Simonne Mathieu Joan Ingram                    | Anita Lizana Mary Hardwick                         | 7:5, 6:3                                      |                                               |
| 1936 (kwiecień)   | Simonne Mathieu Edith Belliard                 | Jacqueline Goldschmitt Jacqueline Horner           | 6:1, 6:1                                      |                                               |
| 1936 (luty)       | Simonne Mathieu Kay Stammers                   | Phyllis Satterthwaite Billie Yorke                 | 6:0, 7:5                                      |                                               |
| 1935 (kwiecień)   | Simonne Mathieu Muriel Thomas                  | Jacqueline Goldschmitt Susan Noel                  | 6:2, 4:6, 8:6                                 |                                               |
| 1935 (luty)       | Phyllis Satterthwaite Billie Yorke             | Simonne Mathieu Muriel Thomas                      | 6:0, 8:10, 6:4                                |                                               |
| 1934 (marzec)     | Grete Deutschová Totta Zehden                  | Paulette de Saint-Ferréol Phyllis Satterthwaite    | 8:6, 4:6, 6:4                                 |                                               |
| 1934 (luty)       | Elizabeth Ryan Muriel Thomas                   | Dorothy Burke Sylvie Jung Henrotin                 | 6:2, 6:3                                      |                                               |
| 1933 (marzec)     | Grete Deutschová Liesl Herbst                  | Lolette Payot Daisy Speranza-Wyns                  | 6:4, 0:6, 6:3                                 |                                               |
| 1933 (luty)       | Cilly Aussem Elizabeth Ryan                    | Dorothy Burke Muriel Thomas                        | 6:1, 6:4                                      |                                               |
| 1932 (marzec)     | Phyllis Satterthwaite Muriel Thomas            | Simonne Mathieu Colette Rosambert                  | 6:4, 2:6, 6:2                                 |                                               |
| 1932 (luty)       | Elizabeth Ryan Muriel Thomas                   | Dorothy Burke Elizabeth Corbiere                   | 6:4, 6:0                                      |                                               |
| 1931 (marzec)     | Cilly Aussem Elizabeth Ryan                    | Phyllis Satterthwaite Muriel Thomas                | 6:2, 6:4                                      |                                               |
| 1931 (luty)       | Phyllis Satterthwaite Muriel Thomas            | Paulette Marjollet Mlle Martin                     | 6:1, 6:1                                      |                                               |
| 1930 (marzec)     | Cilly Aussem Elizabeth Ryan                    | Violet Owen Paula von Reznicek                     | 6:3, 6:3                                      |                                               |
| 1930 (luty)       | Phylis Radcliffe Nancy Radcliffe-Platt         | Joan Ridley Phyllis Satterthwaite                  | 6:3, 3:6, 8:6                                 |                                               |
| 1929              | Phyllis Covell Muriel Thomas                   | Paulette Marjollet Mlle Martin                     | 6:3, 6:2                                      |                                               |
| 1928 (marzec)     | Cilly Aussem Betty Nuthall                     | Elizabeth Corbiere Ellice Endicott                 | 6:2, 4:6, 6:2                                 |                                               |
| 1928 (luty)       | Eileen Bennett Whittingstall Elizabeth Ryan    | Elizabeth Corbiere Ellice Endicott                 | 6:1, 6:3                                      |                                               |
| 1927              | Elsie Goldsack Dorothy Shaw                    | Dorothy Coleman Eden Petchell                      | 7:5, 6:2                                      |                                               |
| 1926              | Ermyntrude Harvey Dorothea Douglass Chambers   | Eileen Bennett Whittingstall Joan Ridley           | 6:4, 7:5                                      |                                               |
| 1925 (marzec)     | Suzanne Lenglen Elizabeth Ryan                 | Geraldin Beamish Julie Vlasto                      | 6:1, 6:2                                      |                                               |
| 1925 (luty)       | Suzanne Lenglen Julie Vlasto                   | Geraldin Beamish Phyllis Satterthwaite             | 6:3, 6:1                                      |                                               |
| 1924              | Suzanne Lenglen Elizabeth Ryan                 | Phyllis Covell Dorothy Shepherd-Barron             | 6:1, 6:4                                      |                                               |
| 1923              | Suzanne Lenglen Elizabeth Ryan                 | Dorothea Douglass Chambers Kathleen McKane Godfree | 6:4, 6:2                                      |                                               |
| 1922              | Suzanne Lenglen Elizabeth Ryan                 | Phylis Radcliffe Nancy Radcliffe-Platt             | 6:1, 6:4                                      |                                               |
| 1921 (marzec)     | Suzanne Lenglen Elizabeth Ryan                 | Geraldin Beamish Phyllis Satterthwaite             | 6:1, 6:2                                      |                                               |
| 1921 (luty)       | Brak danych                                    | Brak danych                                        | Brak danych                                   |                                               |
| 1920              | Brak danych                                    | Brak danych                                        | Brak danych                                   |                                               |
| 1919              | Brak danych                                    | Brak danych                                        | Brak danych                                   |                                               |

### Gra mieszana
| Rok               | Mistrzowie                                         | Finaliści                                          | Wynik                                                |                                               |
| 1975              | Turniej nie był rozgrywany                         | Turniej nie był rozgrywany                         | Turniej nie był rozgrywany                           |                                               |
| 1974              | Turniej nie był rozgrywany                         | Turniej nie był rozgrywany                         | Turniej nie był rozgrywany                           |                                               |
| 1973              | Brak danych                                        | Brak danych                                        | Brak danych                                          |                                               |
| 1972              | Gail Sherriff Chanfreau Frew McMillan              | Daniela Porzio Marzano Pietro Marzano              | 6:3, 6:2                                             |                                               |
| 1971              | Gail Sherriff Chanfreau Pierre Barthès             | Miroslava Holubová František Pála                  | 6:4, 6:2                                             |                                               |
| 1970 (kwiecień)   | Brak danych                                        | Brak danych                                        | Brak danych                                          |                                               |
| 1970 (marzec)     | Brak danych                                        | Brak danych                                        | Brak danych                                          |                                               |
| 1969              | Brak danych                                        | Brak danych                                        | Brak danych                                          |                                               |
| Początek Ery Open |                                                    |                                                    |                                                      |                                               |
| 1968              | Brak danych                                        | Brak danych                                        | Brak danych                                          |                                               |
| 1967              | Brak danych                                        | Brak danych                                        | Brak danych                                          |                                               |
| 1966              | Brak danych                                        | Brak danych                                        | Brak danych                                          |                                               |
| 1965              | Gail Sherriff Tom Okker                            | Christiane Mercelis Robin Sanders                  | 6:3, 6:4                                             |                                               |
| 1964              | Roberta Beltrame Ron McKenzie                      | Christiane Mercelis Claude de Gronckel             | 6:8, 6:2, 6:4                                        |                                               |
| 1963              | Brak danych                                        | Brak danych                                        | Brak danych                                          |                                               |
| 1962              | Brak danych                                        | Brak danych                                        | Brak danych                                          |                                               |
| 1961              | Margaret Smith Gardnar Mulloy                      | Brak danych                                        | Brak danych                                          |                                               |
| 1960              | Renate Ostermann Mauricio Drisaldi                 | Roberta Beltrame Antonio Maggi                     | 6:4, 6:2                                             |                                               |
| 1959              | Brak danych                                        | Brak danych                                        | Brak danych                                          |                                               |
| 1958              | Brak danych                                        | Brak danych                                        | Brak danych                                          |                                               |
| 1957              | Brak danych                                        | Brak danych                                        | Brak danych                                          |                                               |
| 1956              | Brak danych                                        | Brak danych                                        | Brak danych                                          |                                               |
| 1955              | Joan Curry Peter Molloy                            | Fanny ten Bosch Pierre Darmon                      | 6:3, 6:3                                             |                                               |
| 1954              | Barbara Kimbrell Basil Katz                        | Christiane Mercelis Malcolm Fox                    | 6:4, 6:3                                             |                                               |
| 1953              | Brak danych                                        | Brak danych                                        | Brak danych                                          |                                               |
| 1952              | Brak danych                                        | Brak danych                                        | Brak danych                                          |                                               |
| 1951              | Brak danych                                        | Brak danych                                        | Brak danych                                          |                                               |
| 1950              | Rita Anderson Philippe Chatrier                    | Gilberte Jamain Jacques Jamain                     | 3:6, 6:3, 6:2                                        |                                               |
| 1949              | Brak danych                                        | Brak danych                                        | Brak danych                                          |                                               |
| 1948              | Brak danych                                        | Brak danych                                        | Brak danych                                          |                                               |
| 1947              | Brak danych                                        | Brak danych                                        | Brak danych                                          |                                               |
| 1946              | Turniej nie odbył się                              | Turniej nie odbył się                              | Turniej nie odbył się                                |                                               |
| 1940– 1945        | Turniej nie odbył się przez II wojnę światową      | Turniej nie odbył się przez II wojnę światową      | Turniej nie odbył się przez II wojnę światową        | Turniej nie odbył się przez II wojnę światową |
| 1939 (kwiecień)   | Simonne Mathieu Antoine Gentien                    | Paulette de Saint-Ferréol Karl Schröder            | Brak danych                                          |                                               |
| 1939 (luty)       | Gracyn Wheeler Kelleher Henner Henkel              | Simonne Mathieu Jean Lesueur                       | 4:6, 6:3, 8:6                                        |                                               |
| 1938 (kwiecień)   | Arlette Neufeld Halff Bernard Destremau            | Cosette St Omer Roy Willem Karsten                 | 3:6, 6:1, 6:4                                        |                                               |
| 1938 (luty)       | Jadwiga Jędrzejowska Jacques Brugnon               | Alice Weiwers Max Ellmer                           | 6:2, 6:3                                             |                                               |
| 1937 (marzec)     | Brak danych                                        | Brak danych                                        | Brak danych                                          |                                               |
| 1937 (luty)       | Joan Ingram Jean Lesueur                           | Anita Lizana William Robertson                     | 6:1, 7:5                                             |                                               |
| 1936 (kwiecień)   | Simonne Mathieu Paul Féret                         | Jeannette Poncelet Edmond Lotan                    | 6:1, 6:3                                             |                                               |
| 1936 (luty)       | Simonne Mathieu André Martin-Legeay                | Billie Yorke Jacques Brugnon                       | 6:3, 6:1                                             |                                               |
| 1935 (kwiecień)   | Simonne Mathieu Edmond Lotan                       | Edith Belliard Helge Plougmann                     | 6:0, 4:6, 6:4                                        |                                               |
| 1935 (luty)       | Gabriele Szapáry Jean Lesueur                      | Simonne Mathieu Wilmer Hines                       | 6:3, 6:2                                             |                                               |
| 1934 (marzec)     | Paulette de Saint-Ferréol Edmond Lotan             | Grete Deutschová Max Ellmer                        | 6:0, 4:6, 6:4                                        |                                               |
| 1934 (luty)       | Muriel Thomas Wilmer Hines                         | Elizabeth Ryan Charles Aeschlimann                 | 6:2, 6:3                                             |                                               |
| 1933 (marzec)     | Lolette Payot Charles Aeschlimann                  | Paulette de Saint-Ferréol Willem Karsten           | 6:2, 6:2                                             |                                               |
| 1933 (luty)       | Margaret Scriven Léonce Aslangul                   | Dorothy Burke William Radcliffe                    | 6:0, 6:3                                             |                                               |
| 1932 (marzec)     | Lolette Payot Hector Fisher                        | Jadwiga Jędrzejowska Ignacy Tłoczyński             | 6:0, 6:3                                             |                                               |
| 1932 (luty)       | Phyllis Satterthwaite Jacques Brugnon              | Dorothy Burke Alberto del Bono                     | 10:8, 6:3                                            |                                               |
| 1931 (marzec)     | Simonne Mathieu Jean Lesueur                       | Betty Nuthall Franjo Šefer                         | 6:2, 6:2                                             |                                               |
| 1931 (luty)       | Muriel Thomas Jack Hillyard                        | Cilly Aussem Christian Boussus                     | 6:1, 6:4                                             |                                               |
| 1930 (marzec)     | Cilly Aussem William Tilden                        | Elizabeth Ryan Charles Kingsley                    | 6:3, 6:3                                             |                                               |
| 1930 (luty)       | Joan Ridley/ Eric Peters Cilly Aussem/ Wilbur Coen | Joan Ridley/ Eric Peters Cilly Aussem/ Wilbur Coen | tytuł wspólny mecz nie odbył się przez opady deszczu |                                               |
| 1929              | Cilly Aussem Wilbur Coen                           | Virginia Rice Johnson Charles Aeschlimann          | 6:3, 10:8                                            |                                               |
| 1928 (marzec)     | Elizabeth Corbiere Charles Aeschlimann             | Cilly Aussem Arthur Wallis Myers                   | 4:6, 6:4, 6:1                                        |                                               |
| 1928 (luty)       | Eileen Bennett Whittingstall Henri Cochet          | Elizabeth Ryan Erik Worm                           | 6:3, 6:3                                             |                                               |
| 1927              | Betty Nuthall Charles Aeschlimann                  | Elsie Goldsack Emmanuel du Plaix                   | 7:5, 6:1                                             |                                               |
| 1926              | Julie Vlasto Henri Cochet                          | Helen Wills Charles Kingsley                       | 4:6, 7:5, 13:11                                      |                                               |
| 1925 (marzec)     | Suzanne Lenglen Charles Aeschlimann                | Elizabeth Ryan Randolph Lycett                     | 6:1, 6:3                                             |                                               |
| 1925 (luty)       | Suzanne Lenglen Umberto de Morpurgo                | Dorothea Douglass Chambers Ernest Lamb             | 6:1, 6:0                                             |                                               |
| 1924              | Suzanne Lenglen Henri Cochet                       | Elizabeth Ryan Jean Washer                         | 4:6, 6:1, 7:5                                        |                                               |
| 1923              | Elizabeth Ryan Randolph Lycett                     | Geraldine Beamish Ambrose Dudley                   | 6:0, 6:4                                             |                                               |
| 1922              | Suzanne Lenglen Michaił Sumarokow-Elston           | Elizabeth Ryan Lord George Rocksavage              | 6:2, 6:2                                             |                                               |
| 1921 (marzec)     | Suzanne Lenglen Michaił Sumarokow-Elston           | Phyllis Satterthwaite Jack Hillyard                | 6:1, 6:2                                             |                                               |
| 1921 (luty)       | Suzanne Lenglen Algernon Kingscote                 | Elizabeth Ryan Gordon Lowe                         | 6:2, 6:4                                             |                                               |
| 1920              | Suzanne Lenglen Pierre Albarran                    | Geraldine Beamish Ambrose Dudley                   | 2:6, 6:2, 7:5                                        |                                               |
| 1919              | Suzanne Lenglen Max Décugis                        | Doris Wolfson Nicolae Mișu                         | 6:2, 6:2                                             |                                               |